# Julie & Julia
Julie & Julia (bra: Julie & Julia; prt: Julie e Julia) é um filme norte-americano de 2009, do gênero comédia dramático-romântico-biográfico, escrito e dirigido por Nora Ephron, com roteiro baseado nos livros Julie and Julia: 365 Days, 524 Recipes, 1 Tiny Apartment Kitchen..., de Julie Powell, e My Life in France, de Julia Child e Alex Prud'homme.
Estrelado por Meryl Streep, Stanley Tucci, Amy Adams e Chris Messina, o filme contrasta o início de carreira da chef Julia Child com a vida da jovem nova-iorquina Julie Powell, que aspira a cozinhar, em 365 dias, todas as 524 receitas do livro de Child, um desafio que ela descreveu em seu blog.

## Roteiro
O roteiro de Ephron é uma adaptação de dois livros: My Life in France, autobiografia de Child escrito com Alex Prud'homme, e um livro de memórias de Powell documentando suas experiências diárias on-line em cozinhar cada uma das 524 receitas de Child de Mastering the Art of French Cooking, e mais tarde ela começou a refazer o blog, The Julie/Julia Project. Ambos os livros foram escritos e publicados no mesmo período de tempo (2004-06). O filme é o primeiro grande filme baseado em um blog.

## Produção
Em março de 2008, Ephron começou a filmar com Streep como Child e Adams como Powell. Em 30 de julho de 2009, o filme estreou oficialmente no Teatro Ziegfeld, em Nova York, e, em 7 de agosto de 2009, que abriu em toda a América do Norte. Streep e Adams já atuaram juntas em Doubt (2008). 

## Prêmios e indicações
| Prêmio             | Categoria                         | Recipiente                                           | Resultado |
| ------------------ | --------------------------------- | ---------------------------------------------------- | --------- |
| Oscar 2010         | Melhor atriz                      | Meryl Streep                                         | Indicado  |
| Globo de Ouro 2010 | Melhor filme - comédia ou musical | Nora Ephron, Laurence Mark, Eric Steel, Amy Robinson | Indicado  |
| Globo de Ouro 2010 | Melhor atriz - comédia ou musical | Meryl Streep                                         | Venceu    |
| BAFTA 2010         | Melhor atriz                      | Meryl Streep                                         | Indicado  |

## Elenco
- Meryl Streep como Julia Child
- Amy Adams como Julie Powell
- Stanley Tucci como Paul Child, marido de Julia.
- Chris Messina como Eric Powell, marido de Julie.[12]
- Linda Emond como Simone Beck ("Simca"), com quem Julia escreveu Mastering the Art of French Cooking.
- Helen Carey como Louisette Bertholle, co-autora de Mastering the Art of French Cooking.
- Jane Lynch como Dorothy McWilliams Cousins, irmã de Julia.[13]
- Mary Lynn Rajskub como Sarah, melhor amiga de Julie.[14]
- Joan Juliet Buck como Madame Elisabeth Brassart do Le Cordon Bleu, onde Julia estudou culinária francesa.
- Amanda Hesser como ela mesma
- Deborah Rush como Avis De Voto, pen pal de longa data de Julia.
- Vanessa Ferlito como Cassie, amiga de Julie.
- Casey Wilson como Regina, amiga de Julie.
- Jillian Bach como Annabelle, amiga de Julie.
- Frances Sternhagen como Irma Rombauer.
- Mary Kay Place como voz da mãe de Julie.

## Recepção
No site agregador de críticas Rotten Tomatoes, 75% das 212 avaliações dos críticos são positivas. O consenso diz: "Impulsionado pelo desempenho carismático de Meryl Streep como Julia Child, Julie & Julia é leve, mas é uma comédia culinária bastante divertida".